# Zimske olimpijske igre 1948
Zimske olimpijske igre 1948 (uradno V. zimske olimpijske igre) so bile zimske olimpijske igre, ki so potekale leta 1948 v St. Moritzu, Švica. Druga gostiteljska kandidatka je bila: Lake Placid, ZDA.